# Alex o Fabuloso
Francisco António Alexandre Rodrigues (Portimão, 1934 - Setúbal, 9 de março de 2023), que o grande público mais conhece por Alex "Mister Gay", foi um cantor português.

## Biografia
Nascido em Portimão, começou a sua atividade nos anos 60, tendo atuado pela 1ª vez em Terras de África, nomeadamente Moçambique, Angola, África do Sul e Zimbabwe. Apresentava-se como Alex, o Fabuloso, por vezes integrado em companhias de circo itinerantes. Tornou-se mais popular em terras nacionais no início do século XXI, precisamente com a canção que se lhe colaria à pele, ‘Mister Gay’, ao ponto de vários discos seus terem a expressão anexada ao nome Alex, como melhor forma de identificar o artista. 
Regressado a Portugal atuou no Teatro ABC, na revista “Vinho Novo”, levada a cena pelo grande empresário José Miguel. Depois a Vida de Alex passa pelo estrangeiro…Brasil, Espanha, Suíça, Bélgica, Inglaterra, Luxemburgo, Holanda, Alemanha Federal, Japão e França onde se radicou com a sua família. Alex teve sempre o mais caloroso acolhimento por parte de todos os nossos emigrantes radicados nesses países da Europa e Brasil. No Japão, ganhou o 1º prémio do Festival Internacional de Sapporo em 1978 com a música “Mitchió, Mitchió”. Foi Disco de Ouro com as canções “Mitchió, Mitchió” e “Parabiago” ambas vencedoras dos festivais de Sapporo(Japão) e de Cannes (França), em 1976. Cantava em inglês, francês, espanhol, italiano e português. Tem 89 CD gravados e mais de 800 temas originais, já percorreu muitos km de palco e de estradas.